# ベガスヒョウガエル
ベガスヒョウガエル (Rana pipiens fisheri) は、無尾目アカガエル科に属するカエルの一種。絶滅種。アメリカ合衆国・ネバダ州のベガスバレーに生息していた。

## 生態
生息地は名前からも察せられるようにラスベガスの近郊で、体色はドル紙幣のごとき緑色で、褐色の斑点は年のいった個体では目立たなくなった。体長はオスが44～64mm、メスが46～74mmほどであった。なお、不思議なことに、ベガスヒョウガエルの卵を見たものは誰もいない。
春の繁殖期を除いては余り動かないおとなしいカエルだった。

## 絶滅
1891年にA・K・フィッシャーによって新種として発表された。その頃はまだラスベガスという街はなく、ただ砂漠の中に水が湧いているだけであったから、それまで発見されずにいたのである。しかし、ラスベガスが出来ると、街で必要とする水を調達するために周辺の湧水は干上がっていった。わずかに残った川や池には、大型のウシガエルやスポーツフィッシング用のニジマスが放流され、ベガスヒョウガエルをおびやかしていった。
1930年代か1940年代の初頭にはベガスヒョウガエルの姿は見られなくなり、1960年に至って絶滅したものとして認定された。